# Bengal Chemicals & Pharmaceuticals Ltd.
Bengal Chemicals & Pharmaceuticals Ltd. (BCPL), ранее называвшаяся Bengal Chemical & Pharmaceutical Works Ltd. (BCPW), является индийской химической и фармацевтической компанией государственного сектора. Отделение Министерства химической промышленности и удобрений Индии производит промышленные химикаты, фармацевтические препараты, такие как инъекционные антибиотики, таблетки, капсулы и товары для дома.
В 1901 году Прафулла Чандра Рой в Калькутте (Западная Бенгалия) основал первую фармацевтическую компанию в Индии. Первоначально компания развивалась успешно, однако в середине 1950-х годов она начала приносить убытки. Правительство Индии перешло к управлению компанией 15 декабря 1977 года, а 15 декабря 1980 года компания была национализирована. После десятилетий убытков BCPL вернулась к прибыльности в 2016—2017 финансовом году.

## История

### Начало
В 1892 году Прафулла Чандра Рой арендовал дом по адресу Аппер-Серкулар-роуд, 91, Калькутта и основал «Bengal Chemical Works» с капиталом 700 фунтов стерлингов (что эквивалентно 220 000 фунтов стерлингов или 3000 долларов США в 2019 году). Рой основал компанию как индивидуальную инициативу с намерением способствовать развитию духа предпринимательства среди бенгальской молодежи и предоставить альтернативу работе от колониального британского правительства. Компания представила свои растительные продукты на сессии Индийского медицинского конгресса 1893 года в Калькутте.
Репутация компании выросла, и для увеличения масштабов производства Рой выделил компании дополнительные средства в размере 2 лакхов (что эквивалентно 5,8 крор или 810 000 долларов США в 2019 году). Бизнес был преобразован в компанию с ограниченной ответственностью, и 12 апреля 1901 года компания была переименована в «Bengal Chemical and Pharmaceutical Works Ltd.» (BCPW). В 1908 году Джон Камминг писал в «Обзоре промышленного положения и перспектив Бенгалии», что «предприятие демонстрирует признаки изобретательности и деловой способности, что должно стать наглядным уроком для капиталистов этой провинции».
Позднее были открыты еще три фабрики: одна в Панихати в 1920 году, одна в Бомбее в 1938 году и одна в Канпуре в 1949 году.

### Национализация
После смерти в 1944 году Рея компания начала приходить в упадок, а в середине 1950-х годов она оказалась в глубоком кризисе. Управление компанией перешло к правительству в декабре 1977 г., после чего 15 декабря 1980 г. последовала её национализация. Новое предприятие государственного сектора было создано 27 марта 1981 года под названием «Bengal Chemicals & Pharmaceuticals Ltd.» (BCPL). Поскольку убытки увеличивались, в 1992 году BCPL была передана в Совет по промышленной и финансовой реконструкции.

### Возвращение к рентабельности
После десятилетий убытков, компания смогла вернуться к прибыльности в 2016-17 финансовом году и продолжила отчитываться о прибыли в двух последующих финансовых отчетах.

### Производство гидроксихлорохина во время пандемии COVID-19
В связи с тем, что Индийский совет медицинских исследований рекомендовал гидроксихлорохин для профилактикиCOVID-19, BCPL получила разрешение на производство этого препарата.

## Продукты
- Отдел I (Промышленная химия) — квасцы, отбеливающий порошок[12][13].

- Отдел II (Фармацевтические препараты) — дженерики, такие как анальгетики, антипиретики, противомикробные (включая противогрибковые, антибиотики и противотуберкулезные препараты) и антисептики; и фирменные препараты, такие как Ray Cal (кальций с витамином D3 и витамином B12) и Hospitol (хлороксиленол)[13][14].

- Отдел III (Товары для дома) — туалетные и бытовые дезинфицирующие средства[13][15].

## Приватизация
9 февраля 2021 года правительство Индии объявило о приватизации «Bengal Chemicals and Fertilizers».